# Kyiv Lights Festival
Kyiv Lights Festival (також Фестиваль «Вогні Києва» або KLF) — міжнародний фестиваль світла та  медіа-мистецтва у  Києві. Вперше відбувся 12—14 травня 2017.  Kyiv Lights Festival увійшов до офіційної програми заходів, приурочених до пісенного конкурсу «Євробачення 2017».

## Концепція
KLF орієнтуєнтується на традиції щорічних фестивалів світла, що з успіхом проходять у таких містах як Берлін, Прага, Сідней та ін. KLF створено з метою сприяти появі нових технологій медіамистецтва в Україні, обміну досвідом між українськими та зарубіжними 2D і 3D художниками та розвитку  подієвого туризму в Києві. Серед організаторів фестивалю українські компанії NEBO event agency, музичний лейбл Enjoy! Records та студія інноваційних технологій Front Pictures. 